# Guy-Pierre Gautier

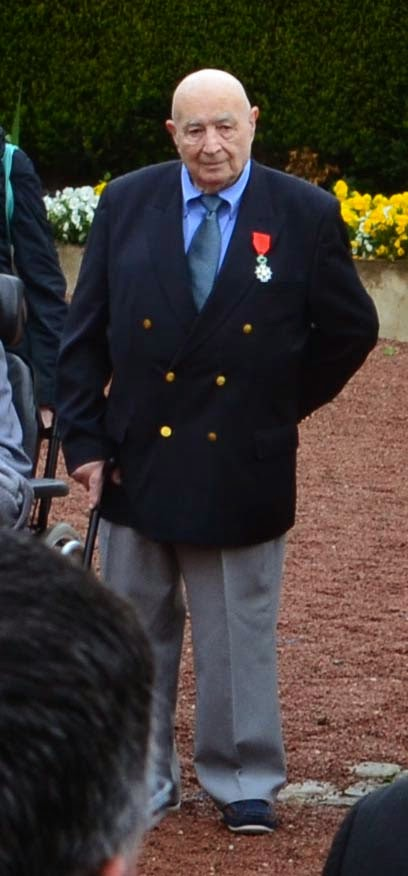
Guy-Pierre Gautier

Guy-Pierre Gautier (* 8. September 1924 in Saintes; † 30. Dezember 2024 in La Roche-sur-Yon) war ein französischer Résistance-Kämpfer und Dachau-Überlebender.

## Leben
Guy-Pierre Gautier trat 1941 als Jugendlicher der Résistance bei und organisierte erste Propagandaaktionen. Im April 1943 wurde er Mitglied der Abteilung „Liberté“ der Francs-Tireur et partisans (FTP), die an der französischen Atlantikküste im Département Charente-Maritime aktiv war. Ende 1943 folgten Verhaftung, Verhöre, Folter und Internierung im Sammelgefängnis Eysses. Nach einem Aufstand in Eysses erfolgte im Juni 1944 die Deportation nach Dachau, wo er am 21. Juni 1944 ankam. Er erlebte die Befreiung des Lagers am 29. April 1945 durch die 42. Infanteriedivision „Rainbow“ der US-Streitkräfte, ging zurück nach Frankreich, wo er heiratete und mehrere Kinder und Enkelkinder bekam. Gemeinsam mit seinem Enkelsohn, dem Comic-Zeichner Tiburce Oger, veröffentlichte er 2015 sein Zeugnis als Graphic Novel unter dem Titel Ma Guerre – De la Rochelle à Dachau.

## Werk
- Guy-Pierre Gautier (Autor), Tiburce Oger (Autor, Zeichner): Ma Guerre – De la Rochelle à Dachau. Rue de Sèvres, Paris 2015, ISBN 978-2-36981-295-1.
  - Deutsch: Guy-Pierre Gautier (Autor), Tiburce Oger (Autor, Zeichner), Mathias Althaler (Übersetzer): Überleben in Dachau. Bahoe Books, Wien 2020, ISBN 978-3-903290-20-4.

## Auszeichnungen
- 2015: Légion d’honneur